# STS-51-B
STS-51-B est la 7e mission de la navette spatiale Challenger.

## Équipage
- Commandant : Robert F. Overmyer (2)  États-Unis
- Pilote : Frederick D. Gregory (1)  États-Unis
- Spécialiste de mission 1 : Don L. Lind (1)  États-Unis
- Spécialiste de mission 2 : Norman E. Thagard (2)  États-Unis
- Spécialiste de mission 3 : William E. Thornton (2)  États-Unis
- Spécialiste du chargement 1 : Lodewijk van den Berg (1)  États-Unis
- Spécialiste du chargement 2 : Taylor G. Wang (1)  États-Unis

Le chiffre entre parenthèses indique le nombre de vols spatiaux effectués par l'astronaute au moment de la mission.

### Équipage de réserve
- Spécialiste du chargement : Mary Johnston  États-Unis
- Spécialiste du chargement :  Eugene H. Trinh  États-Unis

## Paramètres de la mission
- Masse :
  - Navette au décollage : 111 676 kg
  - Navette à l'atterrissage : 96 097 kg
  - Chargement : 11 061 kg
- Périgée : 346 km
- Apogée : 353 km
- Inclinaison : 57,0°
- Période : 91,5 min